# Sky High - Scuola di superpoteri
Sky High - Scuola di superpoteri (Sky High) è un film statunitense del 2005 diretto da Mike Mitchell, ed interpretato da Kurt Russell, Kelly Preston, Michael Angarano, Danielle Panabaker e Mary Elizabeth Winstead. Prodotto dalla Walt Disney Pictures e ambientato in un mondo immaginario, il film, è un ibrido dei generi supereroi e teen movies accolto abbastanza favorevolmente da pubblico e critica in patria, ma che non ha funzionato sul mercato internazionale.

## Trama
In una realtà fittizia dove i supereroi e i supercattivi sono all'ordine del giorno, i giovani provvisti di poteri speciali devono frequentare una scuola appositamente creata per loro: la Sky High, un edificio che fluttua nel cielo. I due supereroi più ammirati del mondo sono gli "Stronghold" ("roccaforte"): Steve è Commander e Josie è Jetstream. Il primo ha una forza sovrumana, la seconda è capace di volare e assieme formano una coppia perfetta, ma hanno anche una seconda identità: abitano nella metropoli fantastica di Maxville e sono due agenti immobiliari di successo. La coppia ha un figlio adolescente, Will, che all’insaputa dei genitori, alla vigilia del suo primo giorno di scuola alla Sky High, ancora non manifesta nessun superpotere. Il primo giorno Will e gli altri, su un autobus che si trasforma in un mezzo volante, arrivano a scuola, inoltre conosce Ron Wilson l'autista e fan di "Commander".
I nuovi studenti della Sky High vengono smistati nelle classi di “Eroi” e di “Spalle” (ossia supporto eroe). A gestire la selezione è il Coach Boomer (meglio conosciuto come Sonic Boom per il suo urlo travolgente): tutti gli amici di Will vengono considerati “Spalle” dal coach, tra cui la sua amica del cuore Layla Forn, che è in grado di comunicare e controllare le piante (ma che decide di essere una “Spalla” poiché trova ingiusto questo classismo), Zach Yaf, che è in grado di brillare al buio, Selina Taron, una mutante che può trasformarsi solo in un porcellino d'India, e Ethan Loky, capace di sciogliersi come un ghiacciolo. Anche Will, non avendo poteri, finisce tra le “Spalle”, durante una visita in infermeria la dottoressa rivela che il figlio di due eroi con diversi poteri può sviluppare col tempo uno dei due o raramente entrambi, ma anche rivelarsi una persona normale, scopre infatti che Ron Wilson è il figlio senza poteri di due eroi (vero motivo per cui è orgoglioso del suo lavoro, in quanto lo tiene vicino agli eroi). Will, tornato a casa, non ha il coraggio di dirlo ai suoi genitori. 
Il padre, credendolo uno studente eroe, lo porta nel Sancta Sanctorum (il seminterrato della casa) dove lui e la moglie hanno esposto i trofei delle loro più grandi avventure tra cui il Biberon, il ricordo della loro prima battaglia insieme. Will e Steve non si accorgono che un trofeo appena recuperato da quest’ultimo per essere aggiunto alla collezione, è dotato di una videocamera da cui un misterioso personaggio li sta spiando.
Col passare del tempo Will inizia a trovarsi bene nella classe delle “Spalle”, dove gli allievi vengono istruiti da Mr.Boy, ex-spalla di Commander, conosciuto anche come American Boy. Un giorno, il giovane trova il coraggio di dire a suo padre che non è nella classe degli “Eroi”, confessandogli di non avere alcun potere e che a lui la cosa non importa. 
La mattina seguente, nella sala mensa della scuola, i due bulletti Jim Speed e Kevin Lash, dotati rispettivamente dei super poteri di velocità ed elasticità, giocano uno scherzo a Will, che finisce per scontrarsi con Warren Peace, figlio di un super-cattivo sconfitto anni prima da Commander, e che ha il potere di generare fuoco. Durante lo scontro, Will scopre finalmente di possedere la super-forza del padre, ed ha così la meglio su Warren, ma entrambi finiscono in punizione, in una stanza che annulla ogni tipo di potere, anche se una volta a casa Steve, fingendo ci sgridare il figlio, gli rivela che è super felice di aver scoperto che ha la sua super-forza.
Will viene trasferito nella classe degli “Eroi” e messo in coppia con Gwen Greyson, la ragazza più carina e popolare della scuola, capace di controllare la tecnologia con la mente. 
Nel frattempo, il ragazzo socializza con altri “Eroi”, tra cui Penny Black, cheerleader con il potere della moltiplicazione, ma si rende conto che alcuni studenti del corso trattano le “Spalle” con prepotenza e superiorità. 
Will invita Layla a cena per riallacciare i rapporti con la vecchia amica, ma subito dopo si ritrova a dover difendere Ethan e Zach che vengono bullizzati da Speed e Lash; volendo sistemare la cosa, i due sfidano Will al famoso gioco "Salva il Cittadino", in cui gli “Eroi” devono sconfiggere i “Cattivi” salvando un manichino prima che venga gettato in un tritarifiuti. Will fa squadra con Warren, e anche se Speed e Lash si dimostrano subito scorretti, i due giovani vincono la partita. 
Dopo la scuola, Will trova a casa Gwen, che viene invitata a cena dai suoi genitori, ma si dimentica dell'appuntamento che aveva dato a Layla al ristorante cinese. Durante la sua "cena solitaria" Layla incontra Warren che lavora al ristorante part-time e stringe amicizia con lui, capendo che in fondo non è cattivo. Dopo la cena Will riaccompagna a casa Gwen e la ragazza lo invita al ballo scolastico. Infatuato, il giovane accetta con entusiasmo. Intanto, il misterioso personaggio che spia gli Stronghold sta progettando di rubare il Biberon per usarlo durante il ballo.
Il giorno dopo, Layla, ferita dal comportamento di Will, annuncia al ragazzo per farlo ingelosire, che lei e Warren andranno insieme al ballo. Will comincia a evitare i suoi vecchi amici, fino alla sera in cui Gwen, con la scusa di organizzare una riunione del comitato studentesco, invita a casa del giovane tutta la classe del corso “Eroi” per una festa. Con la scusa di avere un po' di privacy, Will porta Gwen nel Santa Sanctorum (nonostante il divieto del padre di portarvi estranei), e la ragazza ne approfitta per fare entrare di nascosto Speed, che si impossessa del Biberon. Layla arriva poco dopo a casa di Will, ma viene subito umiliata da Gwen e profondamente offesa, lascia la festa. Scioccato dal modo in cui Gwen ha trattato Layla, Will inizia a vederla per quella che è realmente, così la lascia revocando il suo invito al ballo. In quel momento i suoi genitori ritornano e, dopo aver cacciato via tutti i ragazzi, vorrebbero proibire a Will di andare al ballo come punizione, ma è lui stesso a dire che non vi andrà, nonostante gli Stronghold siano gli ospiti d’onore. Il giovane, cerca poi di riappacificarsi con Layla, ma non riesce a contattarla, dato che la ragazza non gli risponde.
La sera del ballo, Will resta a casa a sfogliare il vecchio annuario di suo padre e nota una somiglianza tra la ex-studentessa, una certa Sue Tenny, e Gwen. Concludendo che le due siano madre e figlia, si accorge finalmente che il Biberon è sparito. Chiama allora Ron , l'autista dello scuolabus, per farsi condurre alla Sky High. Intanto Commander e Jetstream alla scuola vengono accolti da tutto il corpo studentesco, ma improvvisamente Gwen imprigiona tutti gli allievi e i professori, compresi il Coach Boomer e la preside Powers, rivelandosi essere Royal Pain, un vecchio nemico di Commander. Con l'ausilio del Biberon, la ragazza sconfigge velocemente i genitori di Will, e trasforma tutti i presenti in neonati, esclusi Warren, Layla, Zack, Magenta e Ethan, che scappano dal condotto di aerazione. Gwen, rivela di non essere la figlia di Sue, ma lei stessa, suscitando lo sgomento di Will: quando frequentò la Sky High in passato, la giovane fu relegata tra le “Spalle”, ed essendo una tecnopatica, nessuno ha mai compreso la sua intelligenza e il suo enorme potenziale, così per vendicarsi divenne Royal Pain, e pianificò di creare un'accademia di super-cattivi, ma durante il suo scontro con Commander fu trasformata in una neonata dal raggio del Biberon, e Stitches, il suo tirapiedi che spiava la famiglia di Will, la allevò come una figlia. Il ragazzo, affronta Royal Pain mentre i suoi amici sconfiggono i suoi tre scagnozzi Speed, Lash e Penny. Royal Pain sembra avere la meglio scaraventando Will fuori da una finestra, ma questi sopravvive, e scoprendo di aver ereditato anche il potere di volare della madre, sconfigge la super cattiva. Con un’ultima mossa, Royal Pain usando un comando a distanza fa precipitare la scuola, ma fortunatamente gli amici di Will ripristinano il meccanismo grazie a Magenta, che usando il suo potere di mutante riesce ad entrare in un condotto accessibile solo a un roditore, permettendo così all’edificio di levitare, mentre Will, grazie alla sua forza e al volo, riporta la scuola al suo posto.
Gli studenti e i professori vengono riportati alla loro reale età dal Biberon, mentre Layla, Zack, Magenta e Ethan sono riconosciuti come "Eroi" e non più come semplici "Spalle", mentre Gwen e la banda vengono arrestati. Il ballo riprende da dove era stato interrotto e Will capisce finalmente di amare Layla: i due si baciano appassionatamente sospesi in aria davanti alla vetrata della scuola. Ricapitolando gli eventi appena accaduti, Will commenta l'ironia della propria vita scolastica: la sua fidanzata (Sue/Gwen) è diventata il suo peggior nemico, il suo peggior nemico (Warren) è diventato il suo migliore amico, e la sua migliore amica (Layla) è diventata la sua fidanzata.

## Produzione
Il regista Mike Mitchell, grande fan dei generi fantasy e horror, ha spesso dichiarato nelle interviste che “dirigere Sky High è stato un sogno”, perché è riuscito a realizzare un film di supereroi con gli attori che hanno interpretato quattro dei suoi personaggi preferiti degli anni 70' e 80': Kurt Russell (Jena Plissken di 1997 - Fuga da New York), Bruce Campbell (Ash Williams della saga di Evil Dead), Lynda Carter     (Wonder Woman nella popolare serie televisiva), e Cloris Leachman (la Frau Blücher di Frankenstein Junior).
Le vignette che compaiono nel film e nei titoli, sono state illustrate dal noto fumettista Kieron Dwyer.
Il personaggio di Penny è interpretato dalle sorelle gemelle Malika e Khadijah Haqq.
Durante le riprese è nata una breve storia d’amore tra i giovani Michael Angarano e Mary Elizabeth Winstead.
Inizialmente, la Disney era interessata a produrre un seguito della vicenda, con un nuovo film o con una serie televisiva per Disney Channel.

## Distribuzione
Sky High - Scuola di superpoteri, è uscito nelle sale cinematografiche di Stati Uniti e Canada il 29 luglio 2005 in 2.905 schermi, piazzandosi in terza posizione nella classifica del weekend con un incasso di $ 14.631.784. In nordamerica, la pellicola ha avuto delle discrete recensioni ed è arrivata a incassare $ 63.946.815 in diciotto settimane di programmazione con un massimo di 2.912 schermi cinematografici, mentre a livello internazionale il risultato al box office è stato di gran lunga più deludente ($ 22.423.000). Il film, alla fine della sua corsa cinematografica, ha incassato a livello mondiale $ 86.369.815, a fronte di un budget da 35.000.000, spingendo la Disney, nonostante il discreto risultato economico in USA, a rinunciare all’idea di un sequel per colpa degli scarsi introiti derivati dal mercato estero tra cui l’Italia, dove è stato distribuito nei cinema il 21 ottobre 2005, incassando soltanto 10.200 Euro. Dato l’insuccesso nelle sale cinematografiche di gran parte dei paesi Europei, la Disney ha preferito distribuire il film in Francia direttamente in DVD.

## Curiosità
Nell'inizio alternativo della pellicola ambientato nel passato, visibile tra le scene tagliate nei contenuti extra dell’edizione DVD, Commander, Jetstream e American Boy combattono e sconfiggono Royal Pain.
Lynda Carter, celebre per avere interpretato Wonder Woman nell'omonima serie televisiva degli anni 70', interpreta la preside autocitandosi con la battuta: Non sono Wonder Woman!.
Kurt Russell e Bruce Campbell (che interpreta il Coach Boomer) avevano già recitato insieme una decina di anni prima in Fuga da Los Angeles.
L’attrice premio Oscar Cloris Leachman, che nel film ha il ruolo dell’infermiera Spex, aveva già lavorato con Lynda Carter interpretando sua madre nella serie televisiva Wonder Woman.